# 欧鸬鹚
，又名長鼻鸕鶿、綠鸕鶿、歐洲綠鸕鶿，是一種鸕鶿。牠們在歐洲西部及南部、亞洲西南部及非洲北部的石岸孵蛋。除了居住在最北部的以外，牠們主要在繁殖季节遷徙。

## 描述

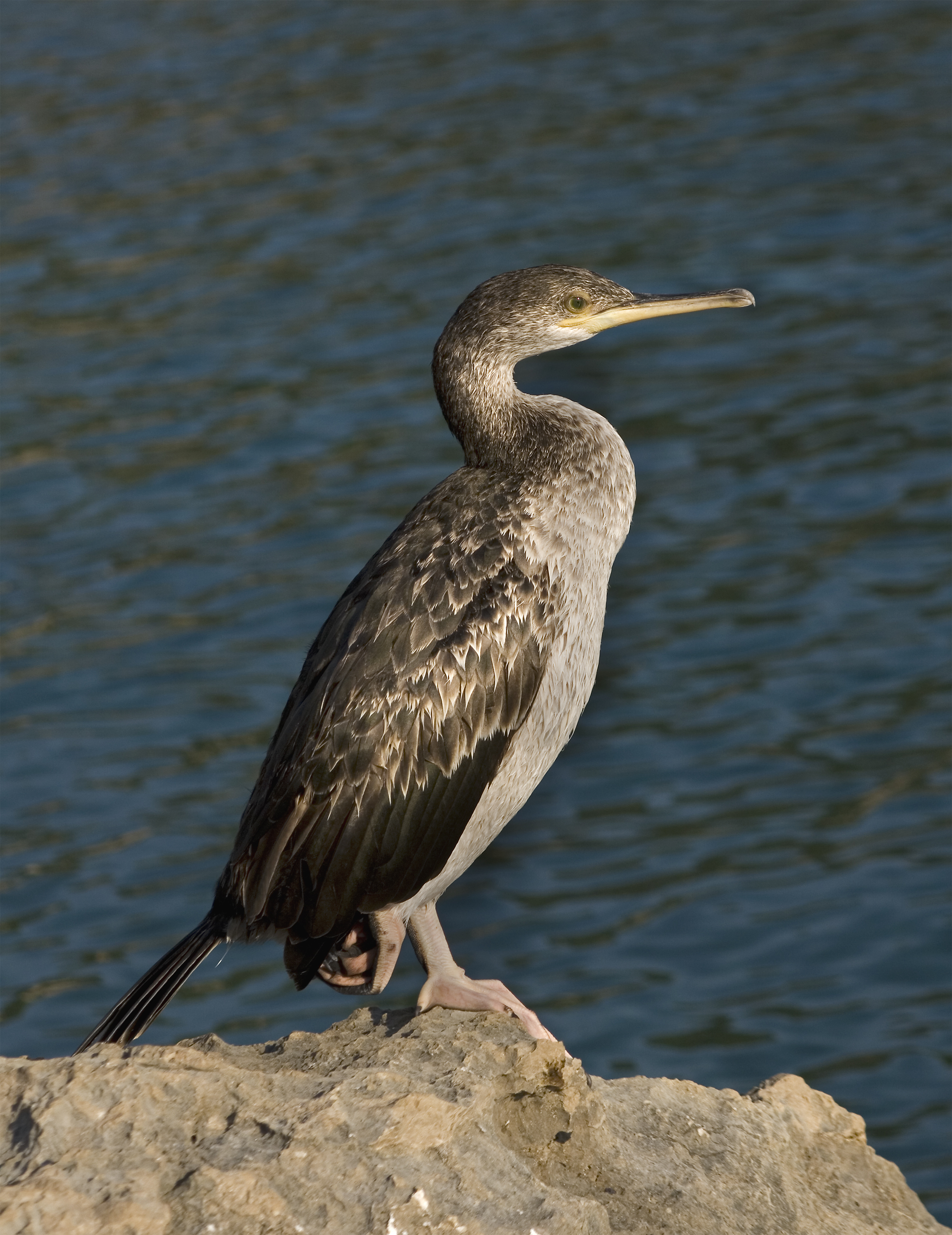
在克羅地亞的欧鸬鹚

欧鸬鹚是一種中等體型及呈黑色的鳥類，長68—78厘米，雙翼展開達95—110厘米。牠們尾巴稍長，頸部有黃點。成體在生育季節時有一個小冠，羽毛上有一層金屬綠色的光澤，幼體的上身較深色。牠們與普通鸕鶿的分別在於其較細小及輕盈。欧鸬鹚的尾巴有12條羽毛，普通鸕鶿則有14條羽毛。

## 棲息地
欧鸬鹚在海上覓食，很少像普通鸕鶿在陸地上覓食。牠們會沿有充足魚類供應的海岸遷徙。
欧鸬鹚是鸕鶿科中其中一種潛得很深的鳥類，牠們最少可以下潛達45米。牠們多數都是往底棲區覓食的。牠們吃不同種類的魚類，最普遍吃鰻魚。牠們會到達巢穴外數公里的地方覓食。
在英國的海岸，欧鸬鹚每次潛20-45秒，每次下潛後只需要休息15秒。這顯示牠們是無氧下潛的，即牠們會視乎肺部內及溶於血液中的氧氣含量來下潛。牠們會跳下水中來增加下潛的動力。

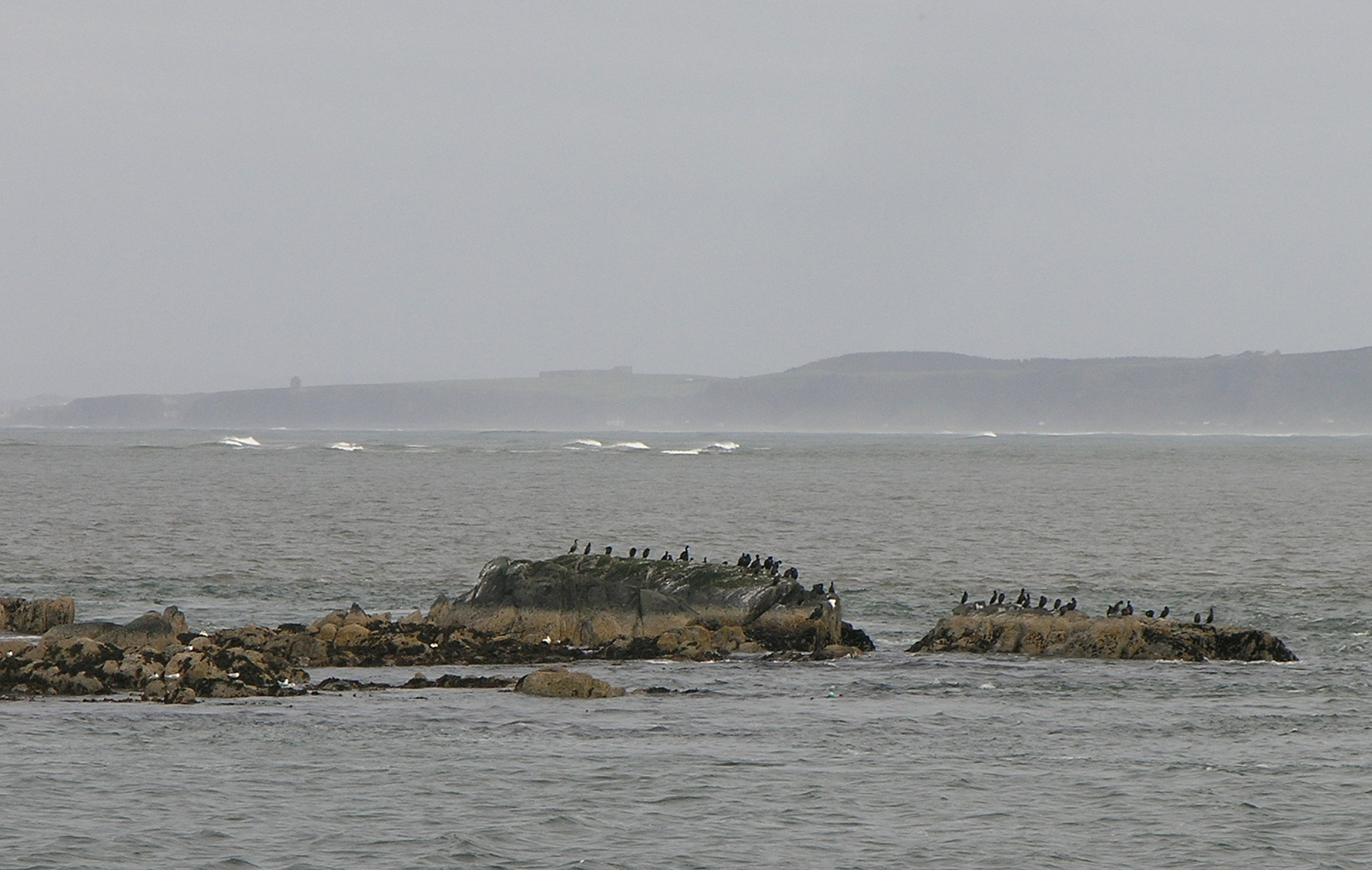
在當尼戈爾郡的欧鸬鹚。

欧鸬鹚在海岸生育，在岩石暗礁、或石間裂縫或細小的洞穴中築巢。牠們的巢是以海草或樹枝亂堆而成，並以牠們的鳥糞黏合。牠們要用很長時間來築巢，由二月下旬或遲至五月才開始。每胎會生8隻蛋，雛鳥要到六月初至八月尾，最遲十月中才會出生。出生後的雛鳥完全需要依賴父母達兩個月，直至牠們能夠自行飛翔。

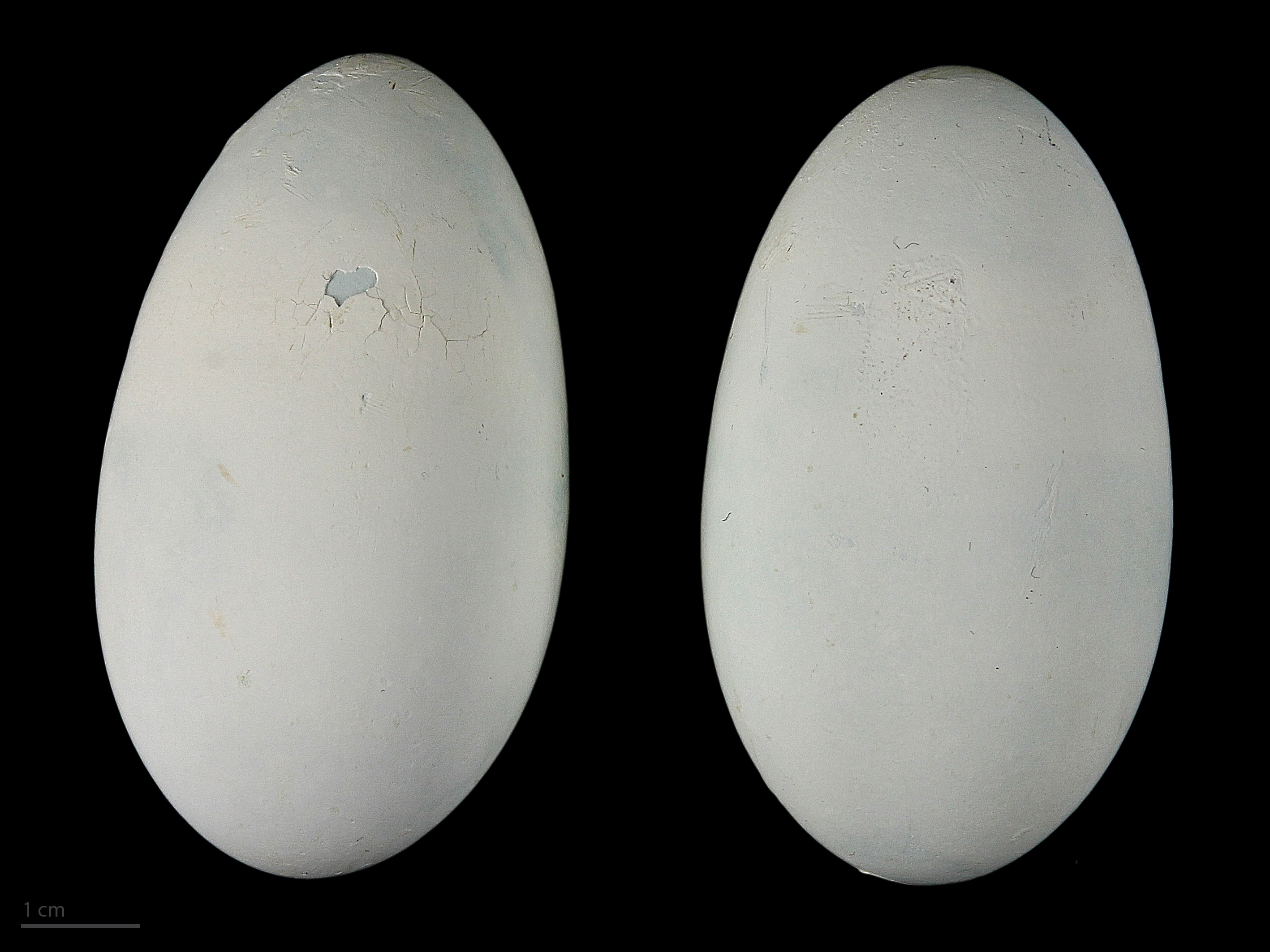
卵 Phalacrocorax aristotelis

## 亞種
歐欧鸬鹚有3個亞種：
- G. a. aristotelis：棲息於歐洲北部的大西洋海岸。
- G. a. desmarestii：棲息於歐洲南部及亞洲西南部的地中海及黑海海岸。
- G. a. riggenbachi：棲息於非洲西北部的海岸。

這些亞種之間在喙的大小、雛鳥的胸部及腳的顏色上只有少許不同。最近的研究指棲息在歐洲西南部大西洋海岸的欧鸬鹚與其他三個三種有所不同，可能是未描述的亞種。

## 觀鳥位置
於四月至七月期間，可以在英格蘭的法恩群島、蘇格蘭、挪威、法羅群島及西班牙的加利西亞觀賞欧鸬鹚。
西班牙的加利西亞是最多欧鸬鹚棲息的地方，數量達至2500對，約佔全世界總數的25%。

## 外部連結
- European Shag Phalacrocorax aristotelis Joint Nature Conservation Committee, www.jncc.gov.uk.
- Phalacrocorax aristotelis Stamps （页面存档备份，存于）